# Gwap
Gwap ou Gouap est un village du Cameroun situé dans la région du Sud et le département de l'Océan. Il fait partie de la commune de Lokoundjé et se trouve à 26 km de Bipindi sur la route rurale qui relie Elogbatindi à Bipindi.

## Population
En 1966, la population était de 224 habitants. Le village disposait avant 1966 d'une école publique à cycle complet. Les habitants de ce village sont connus pour être particulièrement joyeux, ripailleurs voir déjantés lors de leur fête traditionnelle. Cette fête mêle joutes sportives, chants dit "VinZou", rassemblement entre amis et banquets. Lors du recensement de 2005, le village comptait 250 habitants dont 136 hommes et 114 femmes, principalement des Bakoko et des Bassa.